# Тит Ветий
Тит Ветий или Тит Сабин Ветий (на латински: Titus Sabinus Vettius) e политик на Римската република през 1 век пр.н.е. Произлиза от фамилията Ветии от Пиценум.
През 58–57 пр.н.е. той е управител на римската провинция Африка. Сменен е от Квинт Валерий Орка.